# 위드아웃 어 트레이스

《위드아웃 어 트레이스》(Without a Trace)는 CBS에서 방영된 미국의 드라마이다. 뉴욕의 FBI를 배경으로하여 사람들의 실종과 이를 추적하는 수사관의 활동을 전개하는 내용을 담고있다.실종후 몇시간 뒤의 일부터 마지막 결론까지의 일을 보여주는 방식으로 진행되며,수사관들과 사람들과의 대화를 통해 사람들이 살면서 겪는 고통들을 다양하게 보여준다.
2002년 가을부터 2009년까지 미국 CBS에서 방영되어 행크 스타인버그가 기획하고 제리 브룩하이머가 제작 총지휘를 한 텔레비전 시리즈로 큰 인기를 얻었다.

## 출연
- 앤서니 라팔리아 - 잭 멀론(Jack Malone)
- 에릭 클로스 - 마틴 피츠제럴드(Martin Fitzgerald)
- 마리애나 장바티스트 - 비비언 존슨(Vivian Johnson)
- 포피 몽고메리 - 서맨아 스페이드(Samantha Spade)
- 엔리케 머시아노 - 대니 테일러(Danny Taylor)
- 로즐린 산체스 - 엘레나 델가도(Elena Delgado)